# Danh sách chuyến lưu diễn của Namthip Jongrachatawiboon
Dưới đây là danh sách các chuyến lưu diễn trong nước và thế giới của diễn viên Namthip Jongrachatawiboon

## Thái Lan
| Ngày/Tháng/Năm      | Tên chuyến lưu diễn               | Nơi diễn            | Thời gian         | Số ngày |
| ------------------- | --------------------------------- | ------------------- | ----------------- | ------- |
| 23 tháng 1 năm 2012 | Gặp gỡ và giao lưu với fan hâm mộ | Chiang Mai,Thái Lan | 08:00 (khởi hành) | 5       |
| 24 tháng 1 năm 2012 | Yêu                               | Nonthaburi          | 10:00 (sáng)      | 1       |
| 1 tháng 2 năm 2012  | Trở về với thời gian              | Chiang Mai          | 6:00 (chiều)      | 2       |
| 21 tháng 2 năm 2012 | Người yêu                         | Chiang Mai          | -------           | 4       |
| 21 tháng 6 năm 2012 | Trở về ký ức                      | Bangkok             | -------           | 10      |

## Trung Quốc
| Tên chuyến lưu diễn             | Nơi diễn   |
| ------------------------------- | ---------- |
| Trận chiến của những thiên thần | Quảng Đông |
| Bee Namthip&Pong Nawat          | Sơn Tây    |